# فرانسوا خاویر اوبری
فرانسوا خاویر اوبری‏ (François Xavier Aubry)‏ (۳ دسامبر ۱۸۲۴–۱۸ اوت ۱۸۵۴ میلادی)، تاجری فرانسوی-کانادایی و کاوشگر جنوب غرب آمریکا بود. دستاوردهای او شامل رکوردهای سرعت در مسیر سانتافه و کاوش‌های اولیه در مدار ۳۵ درجه شمالی در غرب قسمت شمالی آمریکا بود.

## زندگی‌نامه
اوبری فرزند جوزف و ماگدلاین (لوپین) اوبری در سنت-ژوستن، کبک در ۳ دسامبر ۱۸۲۴ میلادی بود. او در یک زمین کشاورزی در آنجا رشد یافت. هنگامی که ۱۸ سال سن داشت به سنت نلوئیس، میزوری نقل مکان کرد، جاییکه به عنوان روحانی دکان کار کرد. بعد از این که منافع موجود برای کالاهای انتقال یافته در مسیر سانتافه را دید، اوبری پولش را برای خرید چندین ارابه و حیوانات بارکش ذخیره کرد. سپس یک خط اعتباری بدست آورد که به وسیله آن کالاهای تجاری را خریداری کرده و سپس در تاریخ ۹ مه ۱۸۴۶ میلادی به عنوان بخشی از کاروان یک تاجر از ایندیپندنس به مسیر سانتافه رفت. پس از فروش کالاهایش در سانتافه، اوبری با منافع مالی کافی بازگشت و توانست به‌طور کامل وام‌هایش را بازپرداخت کند. در ۱۸۴۷ میلادی به ایندیپندنس، میزوری نقل مکان کرد و به‌طور تمام وقت به عنوان حمل کننده کالا در طول مسیر شروع به کار کرد.
اوبری هنگام کار در مسیر سانتافه متوجه شد که سرعت در بیشینه‌سازی فرصت‌هایش نقشی کلیدی دارد. بدین منظور او به جای سنت مرسوم یک سفر در سال، شروع به انجام ۲ سفر در سال در آن مسیر نمود. افزایش جریان مالی به او امکان داد تا حیوانات بارکش بهتری را تهیه کرده و کالاها را در هر دو مسیر حمل کرده و به دنبال راه‌هایی جهت افزایش سرعت بگردد. یکی از این تلاش‌ها در جهت کاهش زمان سپری شده برای طی ۱۳۰۰ کیلومتر رفت و برگشت در تاریخ ۲۲ دسامبر ۱۸۴۶ میلادی صورت پذیرفت. با وجود این که اوبری در مسیر توسط بومیان، راهزنان و آب و هوای متخاصمانهٔ زمستانی مورد هجمه قرار می‌گرفت، او تنها پس از ۱۴ روز به ایندیپندنس رسید و رکورد قبلی‌اش را ۱۰ و نیم روز شکست. روزنامه‌ها به دلیل این دستاورد او را اوبریِ «تلگراف» نامیده و مدعی شدند که این تلاش «در مرز ماوراء الطبیعه» قرار دارد.
اوبری پس از این موفقیت به دنبال راه‌هایی بود که باز هم سرعتش را افزایش دهد. در تلاش برای انجام سه سفر طی ۱۸۴۸ میلادی، اوبری میزوری را اواسط مارس ترک کرد، قبل از این که به اندازه کافی علف برای خوراک چارپایان رشد کرده باشد؛ لذا غذای حیوانات باربری را با حمل منبع ذرت خوراکی تأمین نمود. اوبری بازگشتش از سانتافه به ایندیپندنس را در ۸ روز و ده ساعت صورت داد. برای سفر بازگشتی دومش در آن سال، اسب‌های اضافی در طول مسیر قرار داد. اوبری صبح ۱۲ سپتامبر ۱۸۴۸ میلادی، یک کپی از نسخه «جمهوری‌خواهی سانتافه» را حمل کرد که در آن اخبار عزیمتش درج شده بود. سفر او به دلیل باران و گل مختلف شد، اما توانست عصر ۱۷ سپتامبر پس از ۵ روز و ۱۶ ساعت به ایندیپندنس برسد. در نتیجه این سفر، او برنده ۵ هزار دلار شده و به او لقب «اسکیمر دشت‌ها» را دادند.
سپس اوبری که متقاعد شده بود رکورد او شکسته نخواهد شد به سانتافه نقل مکان نمود. او می‌خواست که پتانسیل بازار را در شهر چی‌واوا کاوش کند، لذا کاروانی را در فوریه ۱۸۴۹ میلادی به شهر هدایت کرد. کاروان دومش که به دنبال میانبری برای رد کردن کالاهای خریداری شده به میزوری بود از تگزاس عبور کرده تا کالاهایی را در ویکتوریا خریداری کرده و سپس به سوی چی‌واوا از طریق ال پاسو پیشروی نمود. این مسیر جدید با این که از نظر اقتصادی فوایدی داشت، مشخص شد که سخت بوده و اوبری تنها یک سفر دیگر را صورت داد. اواخر ۱۸۵۱ میلادی، اوبری به مسیر سانتافه بازگشت، جایی که جایگزینی را برای آن بخش از شاخه سیمارون کشف کرد، جایگزینی که فاصله سفر را ۸۴ کیلومتر کم کرد و دسترسی به برکه آبی در بخشی که فارغ از آن برکه غیرقابل سکونت بود را ارائه نمود. این مسیر میانبور به «میانبور اوبری» معروف شد.
توجه اوبری در ۱۸۵۲ میلادی به کالیفرنیا معطوف شد. در این هنگام بود که تصمیم گرفت قافله‌ای را به ریو گرانده و رودخانه‌های گیلا ببرد. او از آنجا به سان فرانسیسکو از طریق توسان و لس آنجلس پیش رفت و ۳۵۰۰ گوسفند، ۱۰۰ قاطر و ۱۰ ارابه از تدارکات را بدانجا تحویل داد.
اوبری پس از فروش کالاهایش با ۱۰ آمریکایی، ۶ مکزیکی و یک آشپز سیاهپوست داشت. او دوست داشت تا از طریق سرراست‌ترین مسیر ممکن به سانتافه بازگردد. هیئت او در ۱۰ ژوئیه ۱۸۵۳ میلادی از گذرگاه تجون، قبل از رسیدن به رودخانه کلرادو در ۲۳ ژوئیه عبور نمود. نقطه عبور اوبری در ۳۲ کیلومتری شمال دهانه رودخانه بیل ویلیامز تخمین زده شده‌است. از آنجا مسیرش به دلیل نقصان در نام مکان‌ها غیر قطعی است. توصیفات اوبری از درخت‌های سدر، کاج و صنوبر همراه با ذکر اوصاف مرتبط با تنگه‌های عمیق نشان می‌دهد که او از کوه‌های مرکزی آریزونا عبور کرده‌است. با شروع از ۳ اوت، این هیئت تهت هجمه گروهی از بومیان که اوبری به آن‌ها «Garroteros»‏ (راهزنان که به وسیله خفه کردن مردم راهزنی کرده یا خفه سازی بطرز اسپانیولی انجام می‌دهند) می‌گفت قرار گرفت (احتمالاً اشاره به یومان‌ها یا موهاوی‌ها دارد). وضعیت این هجمه در ۱۴ اوت، هنگامی که یک فرمانده که وانمود به دوستی کرده و به اردوی اوبری نزدیک شد، تغییر پیدا کرد. در پایان ملاقات، رئیس دست راست اوبری را به عنوان پیام رمزی گرفت، پیامی که منجر به این شد که چماق‌های مخفی را بیرون کشیده و به هیئت اوبری حمله کنند. این حمله منجر به مجروح شدن تقریباً تمامی هیئت شد، اما قادر بودند که حمله را با ریوالورهای کلت دفع کرده و ۲۵ نفر از حمله‌گران را کشته و سایرین را نیز در این فرایند مجروح کنند. پس از این ماجرا، قافله به مبارزه با تماس‌های متخاصمانه با بومیان ادامه داد تا در ۶ سپتامبر به زونی پوبلوو، نیومکزیکو رسیدند.

## ارجاعات
1. ↑  Garcés 1900, p. 331.
2. ↑  Chaput, Donald. "AUBRY, FRANCOIS XAVIER". Handbook of Texas Online. Texas State Historical Association. Retrieved June 11, 2012.
3. 1 2 3  Dary 2000, p. 201.
4. 1 2  Ruffner, Budge (January 7, 1983). "Budge Ruffner". The Courier. Prescott, Arizona. p. 11.
5. 1 2 3 4 5 6 7  Goff 1983, p. 5.
6. ↑  Simmons 1989, p. 48.
7. ↑  Simmons 1989, p. 48–9.
8. 1 2 3  Simmons 1989, p. 49.
9. ↑  Dary 2000, p. 222.
10. 1 2 3 4 5 6  Wagoner 1975, p. 333.
11. ↑  McClintock 1916, p. 117.
12. 1 2 3  Henson, Pauline (October 18, 1963). "Founding a Wilderness Capital". The Evening Courier. Prescott, Arizona. p. 3.
13. ↑  McClintock 1916, p. 118.